# Abiodun Agunbiade
Abiodun Agunbiade (Zaria, 2 gennaio 1983) è un ex calciatore nigeriano, di ruolo attaccante.

## Carriera

### Club
Agunbiade cominciò la carriera con la maglia del Plateau United, per poi passare ai portoghesi del Braga. Con questa squadra, giocò nella massima divisione nazionale. Fu poi ingaggiato dal Naval, dove rimase per una stagione.
Si trasferì in seguito in Romania, per militare nelle file del Național Bucarest. Giocò poi nel Timișoara. Successivamente, fu in forza all'Internațional Curtea de Argeș. Esordì in squadra il 27 settembre 2009, subentrando a Cosmin Băcilă nella sconfitta per 4-0 sul campo del Rapid Bucarest. Si svincolò al termine della seconda stagione al club.

### Nazionale
Conta una presenza per la Nigeria.

## Palmarès

### Club

#### Competizioni nazionali
- Coppa di Nigeria: 1

Plateau Utd: 1999